# Super Battletank
Garry Kitchen’s Super Battletank: War in the Gulf — компьютерная игра 1992 года в жанре танковый симулятор, выпущенная для игровых приставок четвёртого поколения Super Nintendo Entertainment System (SNES) и Sega Genesis. Позже были выпущены версии игры для портативных игровых систем Nintendo и Sega. В 1994 году эксклюзивно для SNES вышла вторая часть —  Super Battletank 2.
Действия игры разворачиваются во время войны в Персидском заливе, когда международная коалиция во главе с США вторглась на территорию Кувейта для освобождения его от оккупации Ираком. Игрок от первого лица управляет американским танком M1A1 «Абрамс», получая от командования задания на уничтожение вражеских целей.

## Сюжет
В феврале 1991 года Международная коалиция ООН во главе с США ввела войска на территорию Кувейта и Ирака после вторжения иракской армии в Кувейт в августе 1990 года. В операции «Буря в пустыне» со стороны коалиции участвовало множество различных типов военной техники, включая 4000 танков.
Игроку предстоит управлять американским основным боевым танком М1А1 «Абрамс», который задействован в различных миссиях по уничтожению указанных иракских целей. Он сражается против танков Т-62, вертолётов Ми-24, передвижных ракетных установок и фортификационных сооружений. Перед каждой миссией игрок на брифинге получает задание от командующего Союзными войсками Фокса, стоящего на фоне карты Кувейта и американского флага. Приказы поступают с указанием текущего времени и местоположения миссии. В каждой миссии игроку назначается ряд целей противника, которые необходимо обнаружить и уничтожить для их успешного завершения. В этой кампании игрока ожидают 10 миссий, сложность которых возрастает в зависимости от времени суток, а также увеличением интенсивности столкновений с противником. Миссии с 3 по 10 завершаются штурмом укреплённых опорных пунктов противника (нефтехранилищ, заводов по производству химического оружия, бункеров).

## Игровой процесс
Игровой процесс представляет собой вид от первого лица внутри танка. В нижней части экрана находится приборная панель управления танком с миникартой, а в верхней части — вид снаружи. Элементы управления позволяют игроку передвигаться на танке во всех направлениях, перемещать орудия танка и стрелять из них, менять калибр орудий, проверять карту. Цель игрока — обнаружить и добраться до вражеских целей, целиться и стрелять по ним, пока они не будут уничтожены. Каждая миссия охватывает большую площадь пустыни, и игроку необходимо сверяться с картой в реальном времени, чтобы добраться до целей, минуя минные поля. В игре у танка М1А1 «Абрамс» помимо крупнокалиберной 122-мм пушки М68E1 и 7,62-мм пулемёта М240 есть 2 особых вида оружия: лазер, который мощнее обычной пушки, и дымовая завеса, позволяющая танку игрока отступить с поля боя.

## Перевыпуски
В 2001 году издатель Majesco выпустил версию игры для портативной системы Sega Game Gear в рамках своей лицензионной линейки классических игр для Game Gear, Mega Drive/Genesis и SNES, что сделало Super Battletank последней игрой для Game Gear в Северной Америке. В 2003 году игра была переиздана для Game Boy Advance под названием Operation: Armored Liberty.

## В массовой культуре
В фильме «Игрушки» 1992 года в одной из сцен генерал Леланд Зево останавливается, чтобы поиграть на аркадном автомате, игра на котором использует открывающую заставку из Super Battletank, однако дальше в фильме показан игровой процесс другой игры. В действительности же Super Battletank никогда не выпускалась на аркадных автоматах.

## Оценки
| Иноязычные издания | Иноязычные издания | Иноязычные издания | Иноязычные издания | Иноязычные издания | Иноязычные издания |
| Издание            | Оценка             | Оценка             | Оценка             | Оценка             | Оценка             |
| Издание            | Game Boy           | GBA                | Mega Drive         | SGG                | SNES               |
| ------------------ | ------------------ | ------------------ | ------------------ | ------------------ | ------------------ |
| EGM                |                    |                    |                    |                    | 68 %               |
| GamePro            |                    |                    |                    | 70 %               |                    |

Версия игры для SNES получила в целом комплиментарный обзор от журнала Electronic Gaming Monthly, отметив, что «в игре много глубины, которая действительно доставляет удовольствие» и назвав Super Battletank одной из немногих игр для SNES, в названии которой слово Super соответствует игре. Редакция журнала посчитала Super Battletank самой инновационной игрой за долгое время, но отметила повторяющиеся сражения, не идущие игре на пользу. Журнал Super Play оценил версию игры для SNES на 50 % и отметил атмосферные брифинги в игре, но посчитал, что этого мало для покупки. Super Gamer оценил версию для SNES на 54 % и резюмировал свою оценку: «Отличная графика, но симуляторный вид вводит в заблуждение, а игровой процесс крайне повторяющийся». Редакция журнала Nintendo Power, издававшегося Nintendo of America Inc. и получившая копию игры до релиза, в короткой рецензии высоко оценила графику, сравнив реалистичность игры на SNES с репортажем CNN.
В обзоре GamePro на версию для Sega Game Gear игровой процесс называют хорошо сбалансированным между стрельбой и стратегией. Из минусов журнал выделил звук и однообразный ландшафт окружения.